# صندلية
الفصيلة الصندلية أو الصندليات فصيلة نباتية تتبع رتبة الصندليات. تضم هذه الفصيلة نباتات مثل الصندل والدبق.

## من أجناسها
- الصندل (باللاتينية: Santalum)